# ドトールコーヒー
株式会社ドトールコーヒー（英: Doutor Coffee Co., Ltd.）は、主にコーヒーを扱う日本の企業。 コーヒー豆の輸入、焙煎加工並びに卸売販売および、飲食店の経営やフランチャイズ事業を展開している。ドトール・日レスホールディングス（持株会社）の完全子会社。
社是は「1杯のおいしいコーヒーを通じて人々に安らぎと活力を提供する」。

## 沿革
- 1962年（昭和37年）4月 - 東京都港区にて、コーヒーの焙煎会社として設立
- 1972年（昭和47年）7月 - 神奈川県横浜市にカフェ コロラド1号店を出店
- 1976年（昭和51年）1月 - 有限会社から株式会社へ変更
- 1980年（昭和55年）4月 - ドトールコーヒーショップ1号店を原宿駅前（渋谷区神宮前）に出店
- 1987年（昭和62年） - IRP経営学院（フランチャイズオーナー向け）を設立、ドトールコーヒーショップ100店舗
- 1993年（平成5年）8月 - 日本証券業協会に株式を店頭登録
- 1998年（平成10年）7月 - コンビニエンスストアへドトールブランド製品を出荷
- 1999年（平成11年）5月 - 本社を東京都渋谷区に移転
- 2000年（平成12年）11月 - 東京証券取引所市場第1部に株式を上場
- 2003年（平成15年）11月 - 日本たばこ産業との提携により、ジェイティフーズ（現・ジェイティ飲料）がDOUTORブランドのドライ飲料を販売開始する。
- 2004年（平成16年）4月 - ドトールコーヒーショップ1,000店舗達成
- 2007年（平成19年）10月 - 日本レストランシステムと経営統合し、共同持株会社「ドトール・日レスホールディングス（HD）」を設立。ドトールコーヒーは上場廃止。
- 2009年（平成21年）11月25日 - Tポイントの発行・取り扱いを開始。
- 2010年（平成22年）5月 - ユニマットグループのユニマットキャラバンから珈琲店「カフェラミル」・紅茶専門店「ニナス」を、ユニマットクリエイティブからフランス料理店「オーバカナル」を、それぞれ事業譲受。
- 2011年（平成23年） - 星野正則（ドトール・日レスHD社長）が会長を兼務[2]。
- 2015年（平成27年）
  - 4月 - DOUTORブランドのドライ飲料の一つである「ドトール カフェ・オ・レ」をリニューアル発売。これまではジェイティ飲料から発売されてきたが、同年9月をもって日本たばこ産業の飲料事業部並びにジェイティ飲料が手掛けてきた飲料部門撤退発表に伴い、販売元がアサヒ飲料に変更となった。
  - 10月 - 島根県松江市に「ドトールコーヒーショップシャミネ松江店」を出店し、47都道府県すべてに出店を達成[3]。
  - 10月 - ドトールバリューカードの利用を開始、これにより従来の「ドトールポイントカード」と「ドリンクチケット」は廃止になった。
- 2017年（平成29年）4月14日 - 鳥羽豊が社長を退任し、星野正則が社長を兼務[2]。
- 2019年（平成31年）4月19日 - Tポイント取り扱いを終了[4]。
- 2019年（令和元年）6月3日 - dポイントの取り扱いを開始[5]。
- 2020年（令和2年）3月2日 - この日よりクレジットカード決済を開始[6]。
- 2021年（令和3年）5月5日 - 滋賀県で唯一営業していたENEJet守山店（野洲市）が閉店し、滋賀県からドトールコーヒーショップがなくなった。当初5月9日の閉店予定がシステムの都合により、5日に繰り上がった。

## 名称の由来
「ドトール」（doutor）とは、ポルトガル語で、「医者・博士」を意味する。つまり英語の「doctor」に相当する。創業者の鳥羽がブラジルのコーヒー農園で働いていた時の下宿先がサンパウロの「ドトール・ピント・フェライス通り85番地（Rua Doutor Pinto Ferraz, 85 フア・ドウトール・ピントゥ・フェハス）」であったことに由来する。なお、「ドトール」はコロニア語での発音であり、ポルトガル語の発音では「ドウトール」に近い。2012年現在、商業登記しているドトールの店舗数は正式には日本国内に約90店舗しか存在しない。

## 店舗展開
ドトールコーヒーの主な店舗展開は、6つの業態によるフランチャイズチェーンである。
島根県を最後に、一旦は日本の全都道府県への進出を完了したが、2021年に滋賀県の店舗が閉鎖されたことで事実上の撤退となり、再び空白県が発生した。対照的にライバルのスターバックスやタリーズは2023年時点でも全47都道府県に店舗を構えているため、空白県は発生していない。
2015年11月末時点では、当時あった滋賀県の店舗を含めて、1,346店舗を出店しており、日本3大コーヒーチェーン（同社・スターバックス・タリーズの3社）としては日本最大の店舗数を持つ。また台湾などへも進出している。大手コーヒーチェーンの中ではコーヒー販売価格が比較的安価に設定されている。

## フランチャイズ店・直営店

### カフェ コロラド

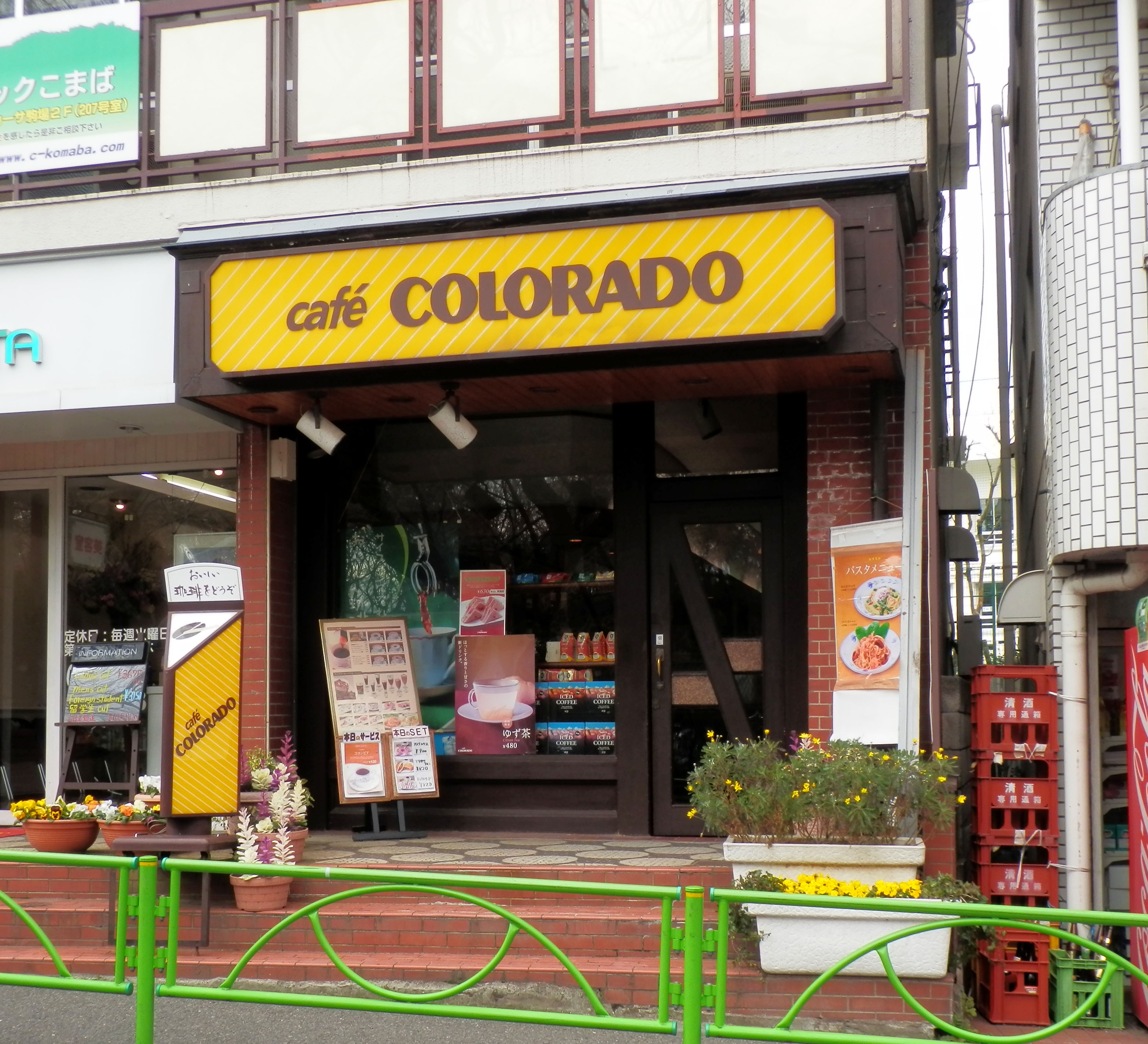
カフェ コロラド 駒場東大前店

フルサービスのコーヒー専門店。1972年（昭和47年）に営業を開始。2007年10月時点の店舗数は、フランチャイズが118店、直営が1店である。ドトールコーヒーが最初にフランチャイズ展開を手がけた業態である。「健康的で明るく、老若男女が共に親しめる店」をコンセプトにしている。

### ドトールコーヒーショップ

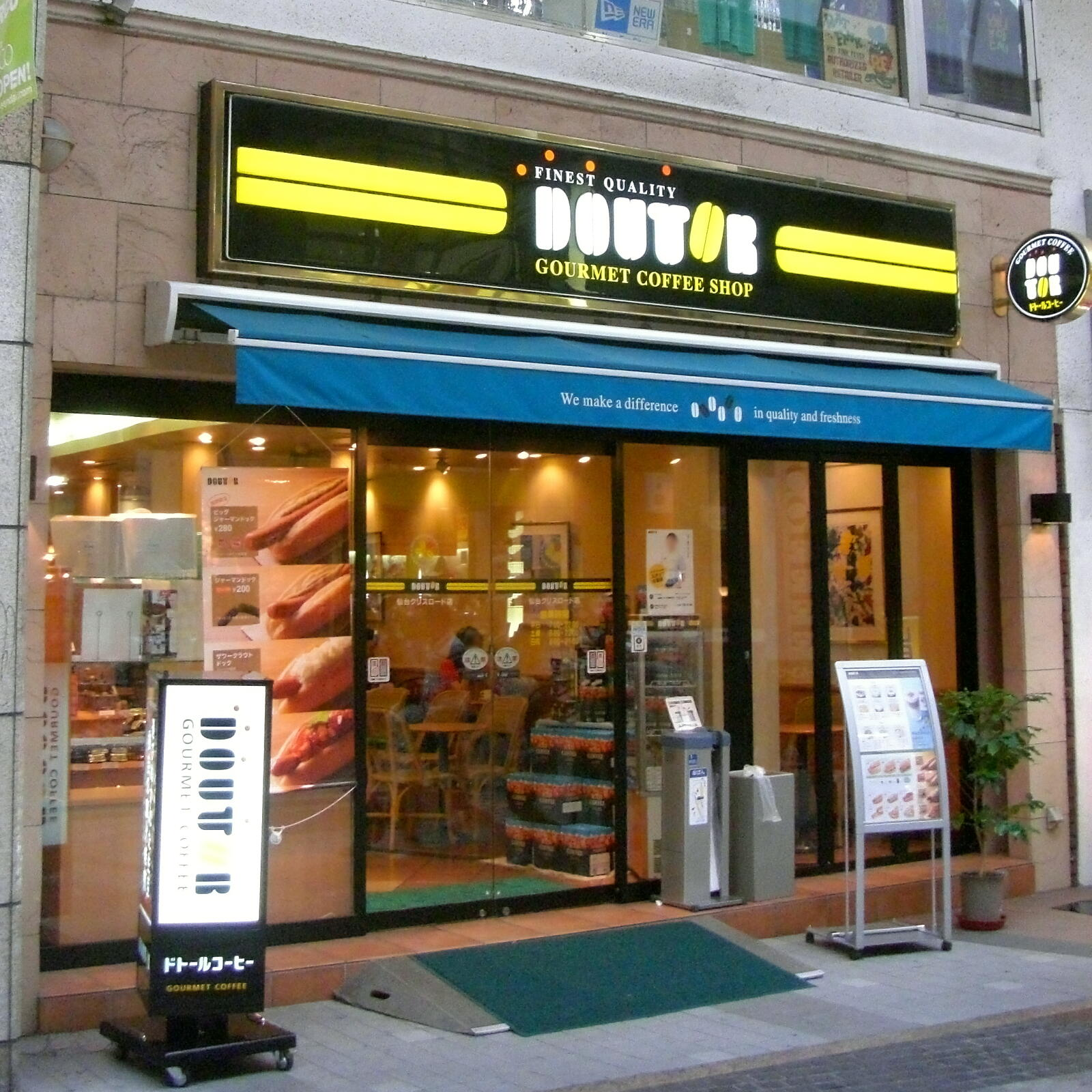
仙台クリスロード店
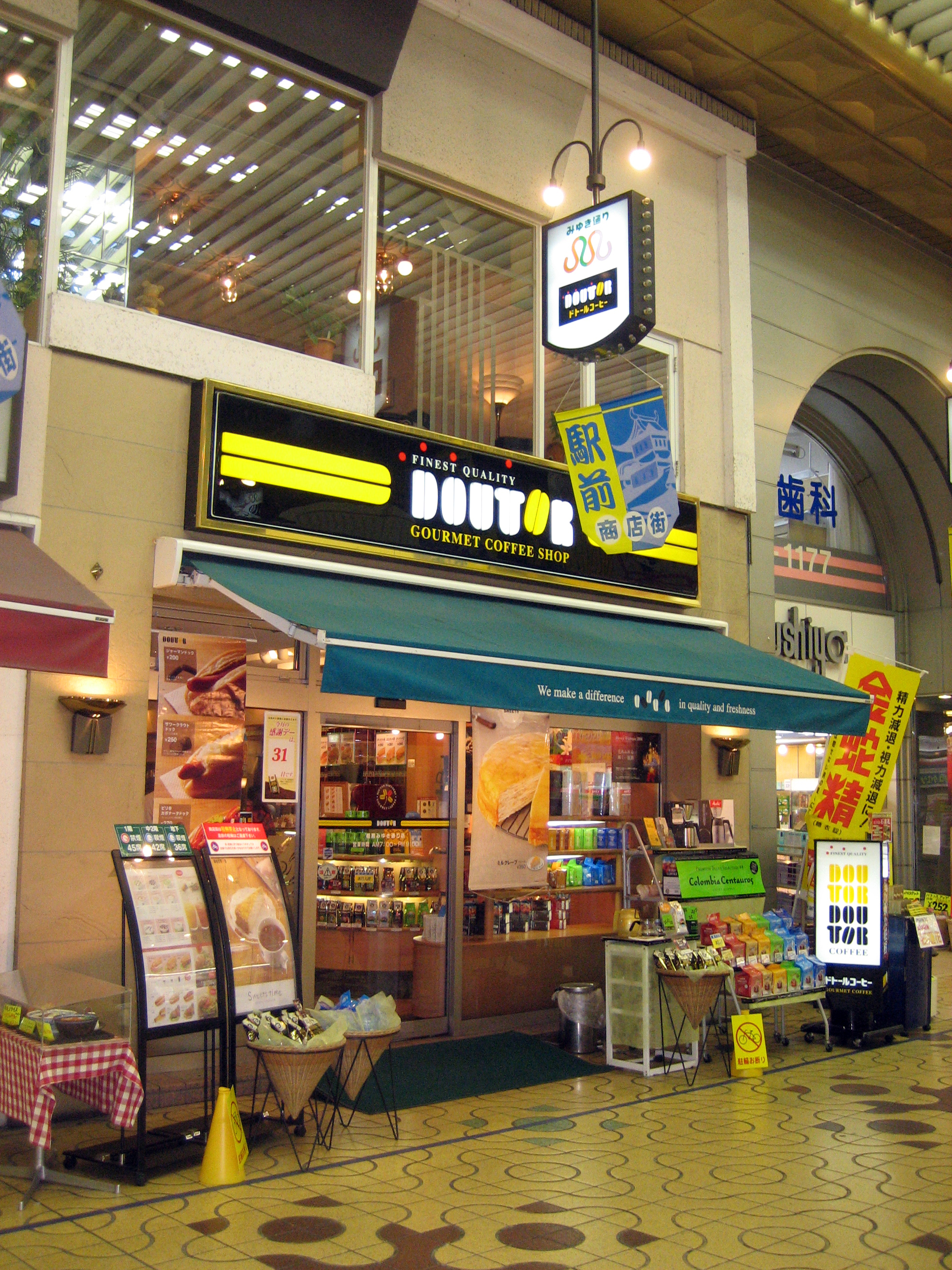
姫路御幸通り店
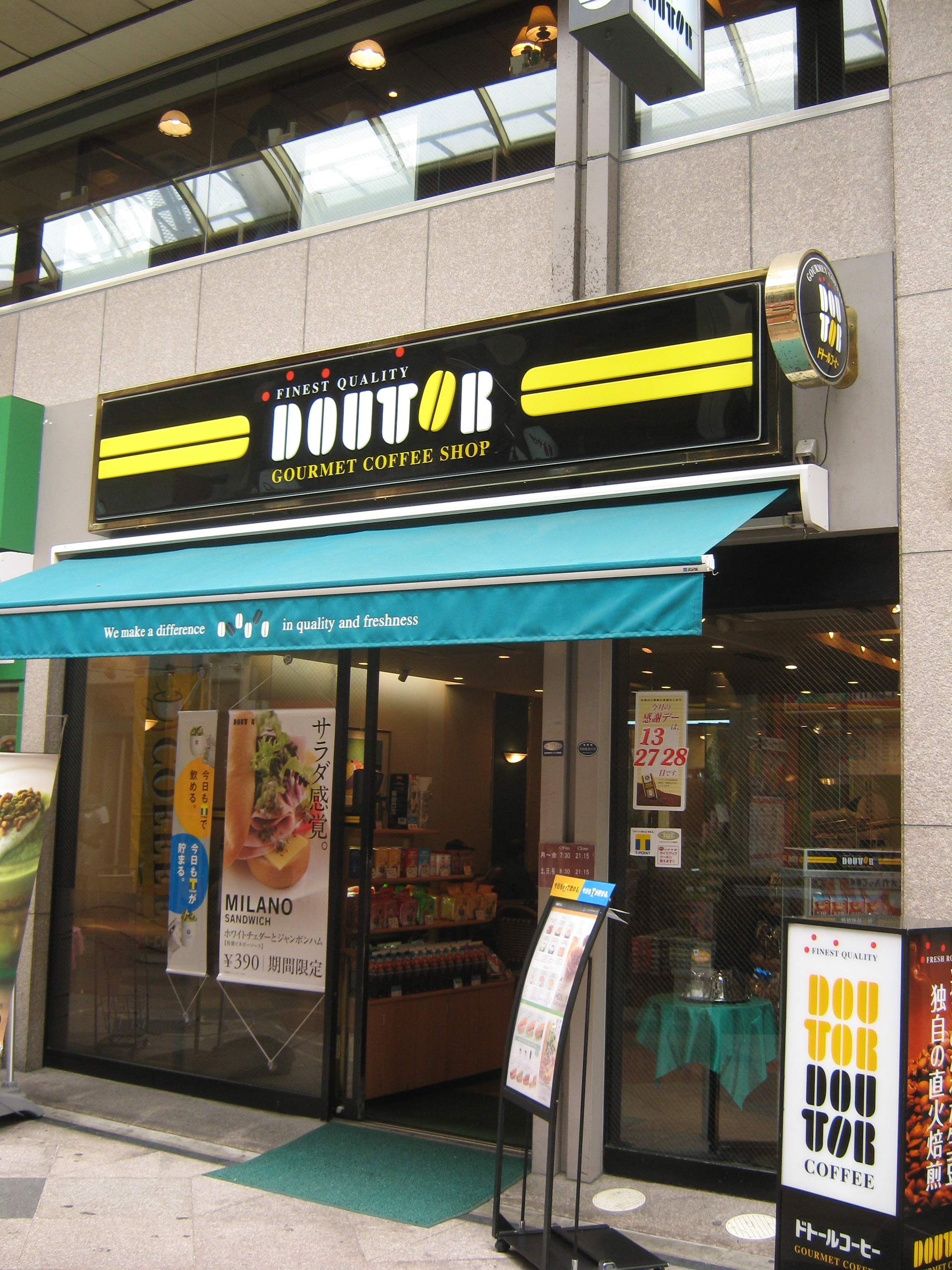
京都新京極三条店

コーヒーやサンドイッチ、ケーキなどを提供するセルフ式のコーヒーショップ。1980年（昭和55年）に営業を開始。同業種の日本における草分け的存在。
キャッチコピーは「がんばる人の、がんばらない時間。」。
略称は、一般的にはドトール、関係者からはDCS(Doutor Coffee Shop)と呼ばれることが多い。

### オリーブの木
スパゲッティを中心に提供するレストラン。1985年（昭和60年）に営業を開始。

### エクセルシオール カフェ

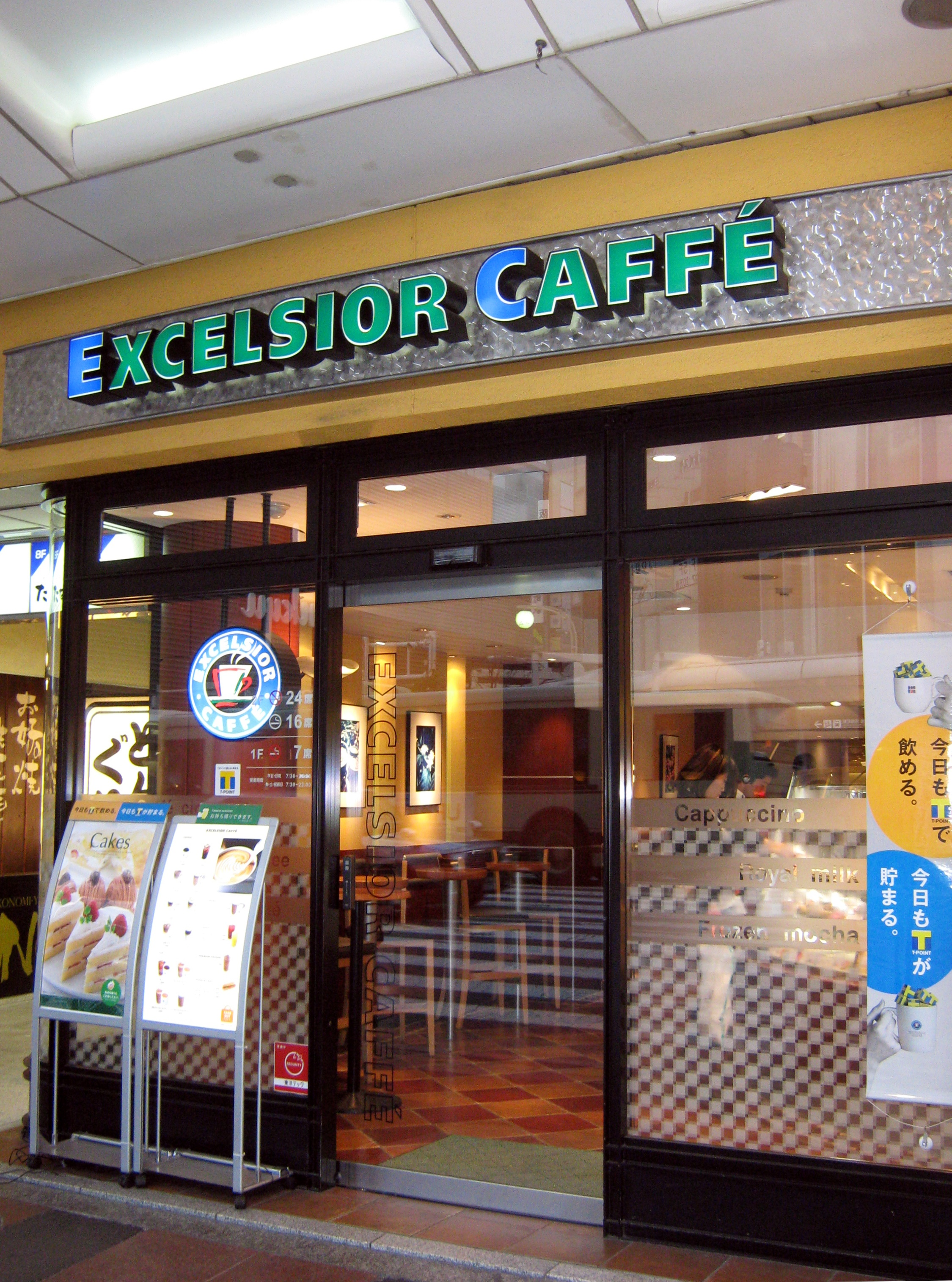
エクセルシオール カフェ四条河原町店

エスプレッソをメインとするイタリアンバールを意識し、ドトールコーヒーショップのワンランク上を目指したカフェ。1999年（平成11年）より営業を開始した。第1号店は東京都港区芝浦（シーバンス）。
「本日のコーヒー」Sサイズ280円、カフェラテSサイズ310円とドトールコーヒーショップよりも高価格に設定している。
当初、エクセルシオール カフェのマークが緑を基調とするスターバックスコーヒーのマークと似ているため、訴訟を起こされたこともある。その後青を基調とするマークに変更された。
メニューの「本日のコーヒー」は1週間で7種類の豆をローテーションしている（店舗によっては1種類の豆のみ）。パスタやジェラートなどを販売する店舗も存在する。
2007年10月時点での店舗数は、フランチャイズが35店、直営が136店である。
店内には、コーヒー豆、エスプレッソマシン、コーヒーメーカー、各種コーヒー関連用品も取り揃えている。店舗により取り揃えられている用品は異なる。
インテリアなどもドトールコーヒーよりも高級感を出し、席のゆとりもある。docomo Wi-Fiやフレッツスポットといった公衆無線LANがほとんどの店舗に導入されており、ゆっくりくつろぐといったことが基調となっている。

### エクセシオールカフェ

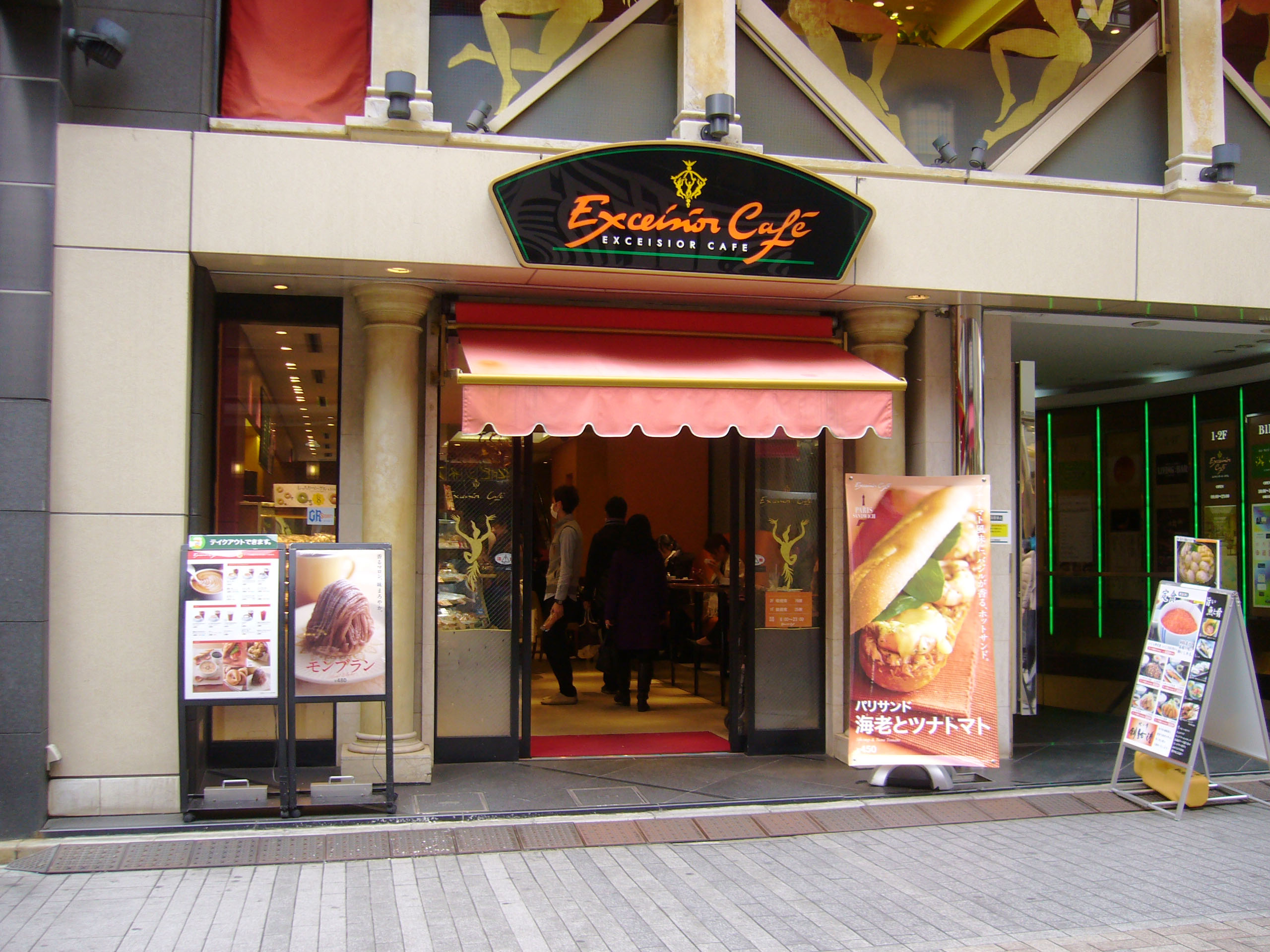
エクセシオールカフェ 新宿店

店舗名は「エクセルシオールカフェ」のフランス語表記（Exceisior Cafe）「エクセシオールカフェ」で呼ばれている。オレンジを基調としたデザインのフランス系デザートカフェで、営業初年の1997年（平成9年）は、1999年のエクセルシオールカフェよりも古い。2016年10月現在、埼玉の1店舗のみとなっている。

### カフェエクセルシオール

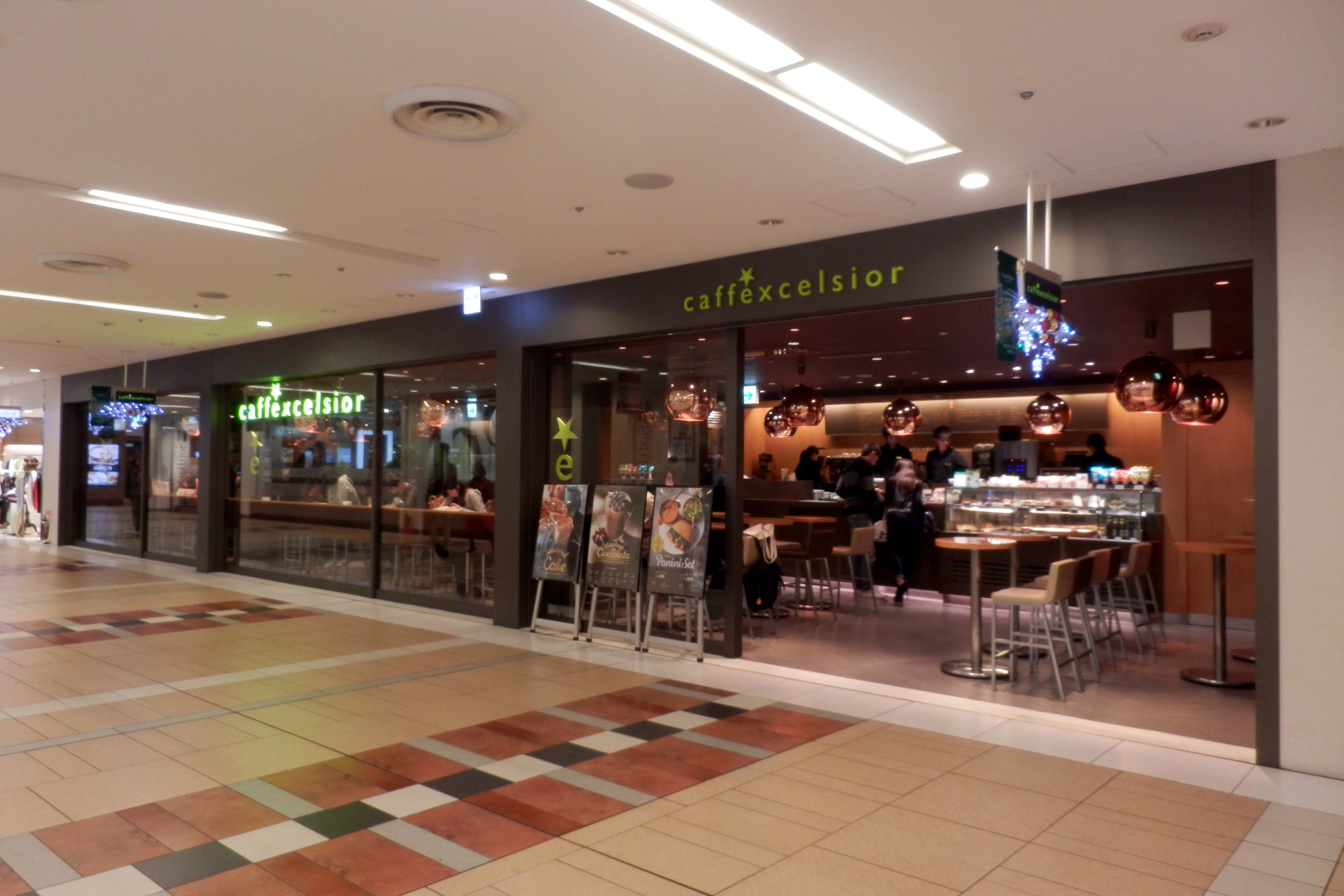
カフェエクセルシオール 八重洲地下街店

caffexcelsior。エクセルシオールカフェとは異なるデザインの店舗。2016年10月現在、東京都中央区の八重洲地下街店の1店舗のみとなっている。

### マウカメドウズ コナコーヒーガーデン
ハワイ産のコナコーヒーとワッフルを中心に提供する飲食店。1996年（平成8年）より営業を開始。2007年10月現在の店舗数は、直営のみ14店である。
店名は、同社がアメリカ合衆国ハワイ州に持っているコーヒー農園の名前に由来する。

### ル・カフェ・ドトール

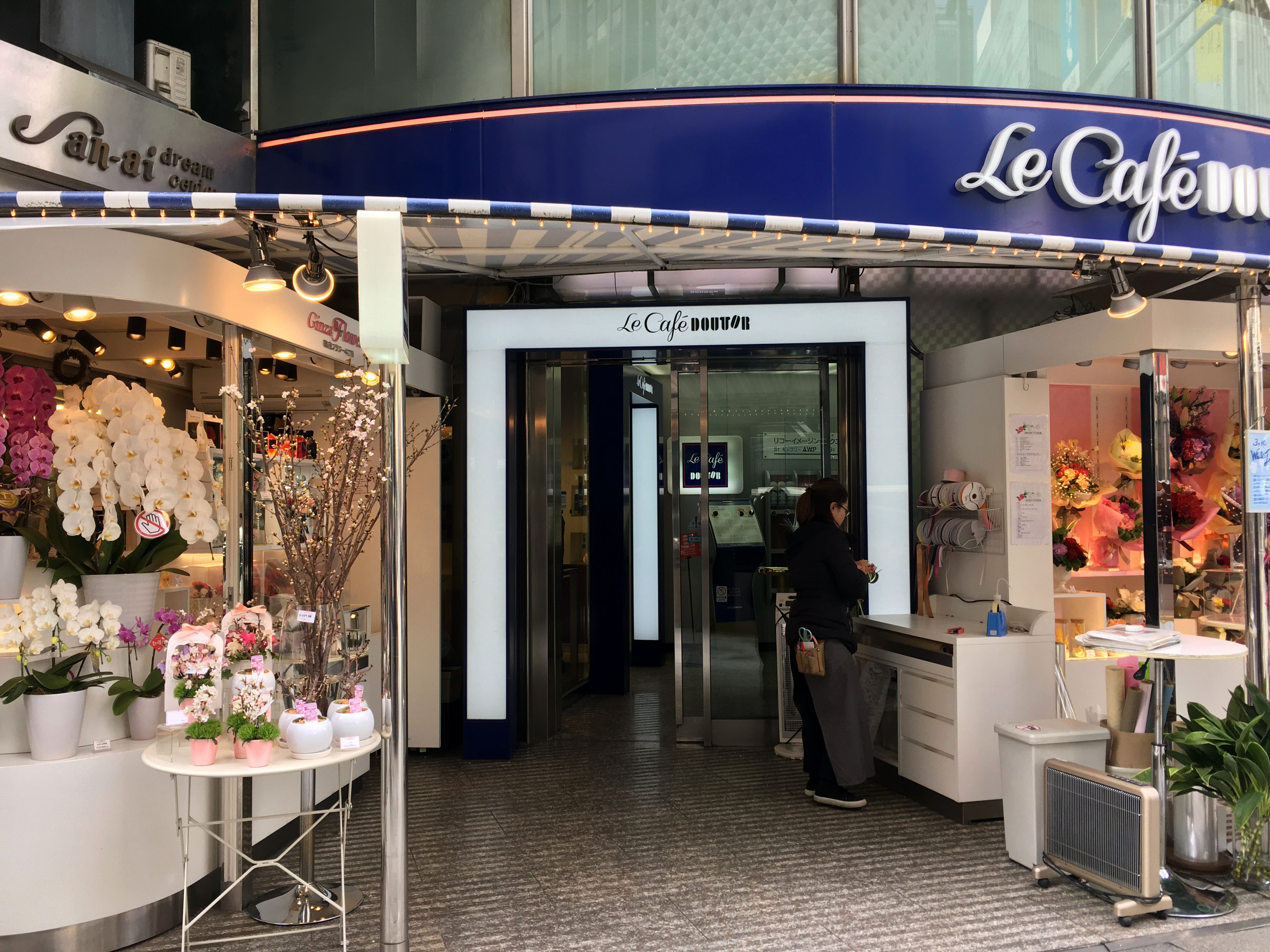
ル・カフェ・ドトール 銀座店

ドトールの最高級カフェ。「最高のコーヒーを、最高のお店で、しかも気軽に楽しんでいただきたい」というショップコンセプトを元に誕生した、超一等地のドトールの最高級業態。メニューは、エスプレッソベースのコーヒーが中心で、価格は400円ほど。
2007年10月現在の店舗数は、直営のみ3店である。

### カフェ レクセル
『最高の一杯』がショップコンセプト。

### 梟書茶房
『選りすぐりの本』と『その本のための珈琲』との出会いを楽しめるコンセプトカフェ。

## その他の事業

### ル・ブーケ ドトール
フラワー（花）の販売。主に生花や観葉植物の販売を手掛ける。また、絵画等も取り扱っている。東京都中央区銀座4丁目交差点に直営店を出店。2006年に銀座三愛フラワーに改称された。

## かつて存在した業態

### サロンド テ マドレーヌ
女性客を主なターゲットに据えたティーサロン。2000年（平成12年）より営業を開始した。2005年時点では晴海店、自由が丘店の2店舗があったが、2006年6月30日に自由が丘店が閉店したことで全店舗が閉店された。

### ドトールコーヒーハウス
形態はドトールコーヒーショップだが、メニューはカフェ コロラドに近い。公式サイトに記述は無かった。2015年6月25日に千葉県行徳駅前店、2018年2月25日に八王子市大和田店、2020年7月30日に最後のドトールコーヒーハウスである立川南口店が閉店した。

## その他
当社が発売した缶コーヒーの商品の一つ「ひのきわみ」は、商品名にUnicodeに存在しない漢字「⿰火亟」を用いている。

## 事業所

### 工場
- 関東工場（千葉県船橋市）
- 関西工場（兵庫県加東市）

### 子会社
- 連結子会社
  - 株式会社マグナ（100%子会社）
  - 株式会社Les Deux（100%子会社）
- 非連結子会社（持分法非適用会社）
  - 株式会社ドトールコーヒーハワイ（100%出資）
  - 株式会社ジャマイカコーヒー（100%出資）

## テレビ番組
- 日経スペシャル カンブリア宮殿 「日本のコーヒー王が吠える！ 安さを超えた価値を売れ」（2007年11月19日、テレビ東京）- 出演：ドトールコーヒー名誉会長 鳥羽博道[9]。

## 書籍

### 関連書籍
- 『ドトール ニューマーケット創造の原点 150円コーヒーショップの奇跡はこうして生まれた』（著者:鳥羽博道）（1988年9月30日、日本実業出版社）ISBN 9784534013996
- 『想うことが思うようになる努力 ドトールコーヒー成功の原理・原則』（著者:鳥羽博道）（1999年12月20日、プレジデント社）ISBN 978-4833490528
- 『ドトールコーヒー「勝つか死ぬか」の創業記』（著者:鳥羽博道）（2008年9月1日、日本経済新聞出版社 日経ビジネス人文庫）ISBN 978-4-532-19457-4
- 『なぜ気づいたらドトールを選んでしまうのか？』（著者:上阪徹）（2015年9月1日、あさ出版）ISBN 9784860638122